# Lincoln Blackwood
Lincoln Blackwood — пикап класса люкс американской компании Lincoln. Первый в истории пикап марки Lincoln. Выпущено только 3356 единиц — из-за низких продаж выпускался только 15 месяцев — с августа 2001 по декабрь 2002 года, став самой короткой в выпуске моделью всю историю компании.

## История
Впервые был представлен в 1999 году на Североамериканском международном автосалоне. На выставке пикап от Lincoln был встречен с энтузиазмом, а успех компании с Lincoln Navigator придал смелости, чтобы начать производство первого в своей истории пикапа, опережая конкурентов готовых выступить со своими пикапами класса люкс — Cadillac Escalade EXT и Chevrolet Avalanche.
Летом 2001 года началось серийное производство. Модель представляла собой роскошно отделанную версию пикапа Ford F-150 Crew Cab с передним оформлением от Lincoln Navigator. Пикап был доступен только в чёрном цвете, только с кабиной SuperCrew с роскошной отделкой и комплектацией настолько полной, что единственная предусмотренной для него опцией была навигационная система стоимостью 2000 долларов. Розничная цена составляла 52 500 долларов.
Однако, отсутствие полноприводной модификации — привод был только на задние колёса (что позволило «занизить» корпус машины), а также роскошные особенности салона и грузового отсека ограничивали практичность пикапа и резко контрастировали с вышедшим через год более утилитарным люксовым пикапом Cadillac Escalade EXT, которой был доступен с полным приводом, и при этом по цене ниже (но ненамного — около 50 000 долларов, и нашёл 13 500 покупателей); для сравнения пикап GMC Sierra в топовой версии стоил около 36 500 долларов, да и условный базовый внедорожник Lincoln Navigator стоил на 10 тысяч дешевле — около 42 000 долларов.
Первоначально компания планировала продавать около 18 000 машин в год, но объявила о прекращении производства ещё до окончания 2002 года, последние экземпляры продавались значительно ниже первоначальной цены. Из-за низких продаж модель продавалась только в США и Мексике. За 15 месяцев производства было выпущено только 3356 единиц.
Компания учла негативный опыт и не повторила ошибок в 2006 году создавая преемник модели — пикап класса люкс Lincoln Mark LT.

## Грузовой отсек
Грузовой отсек с пластиковой крышей; задний борт сделан не откидным, а распашным — из двух дверок; изнутри плюшевое покрытие, а снаружи — отделан искусственным чёрным деревом — что использовалось в концепции и названии модели (Blackwood).